# Tönsheider Wald
Der Tönsheider Wald ist ein Naturschutzgebiet in der Nähe des Dorfes Aukrug westlich von Neumünster in Schleswig-Holstein.
In dem insgesamt 136 Hektar großen Waldgebiet auf dem Gelände der Fachklinik Aukrug stehen im östlichen Teil 61 Hektar unter Naturschutz. In dem Naturschutzgebiet befinden sich größere naturnahe Waldflächen mit eingestreuten Heideflächen sowie das Quellgebiet und der Oberlauf der Sellbek. Im Jahr 2012 verkaufte die Deutsche Rentenversicherung Nord 107 Hektar der Waldfläche an die Kurt und Erika Schrobach-Stiftung.